# Eerste Openluchtschool voor het Gezonde Kind

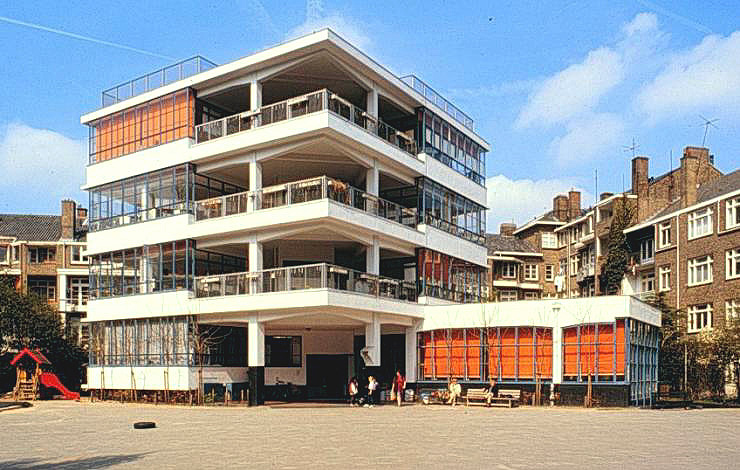
De Openluchtschool aan de Cliostraat in Amsterdam-Zuid. Foto: bma.amsterdam.nl.

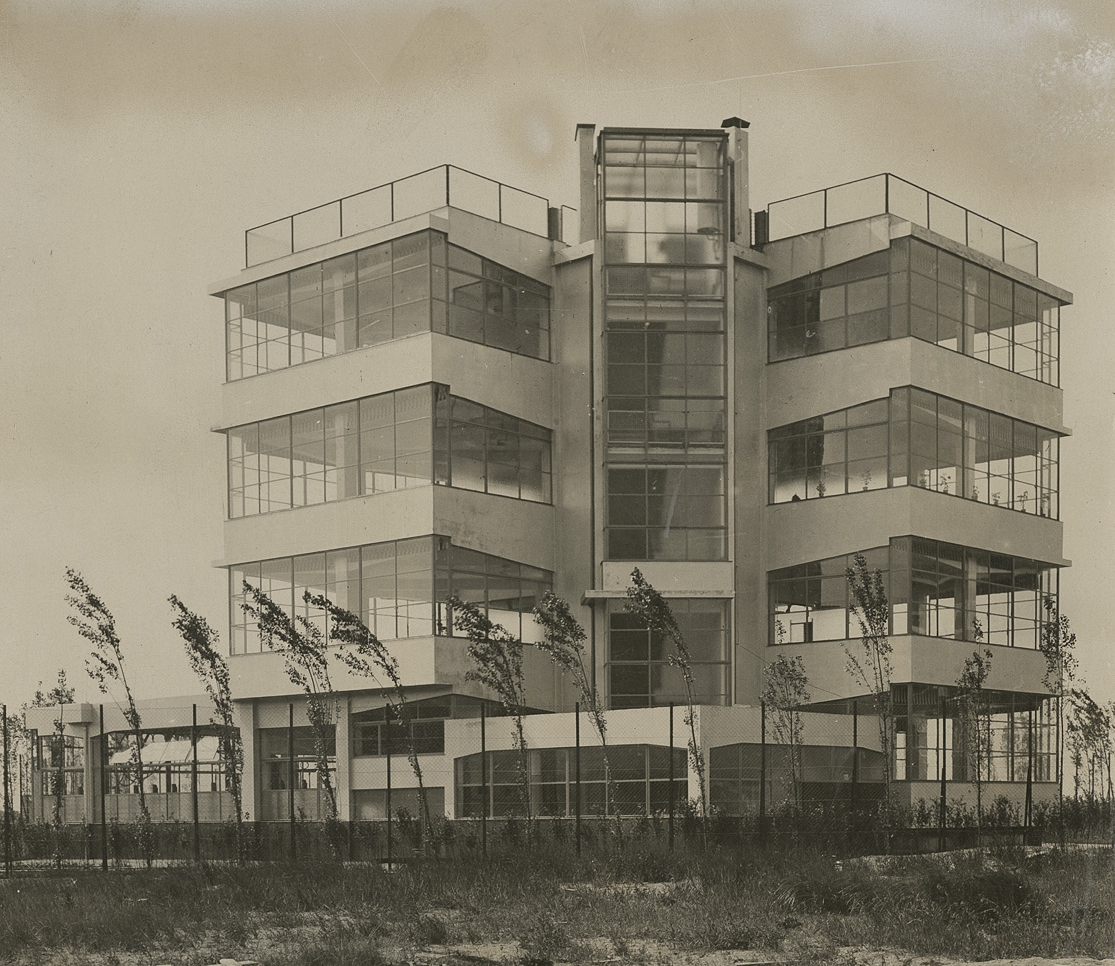

De Eerste Openluchtschool voor het Gezonde Kind, meestal kortweg Openluchtschool genoemd, is een schoolgebouw uit 1930, ontworpen door de Nederlandse architect Jan Duiker. Het complex bestaat uit een schoolgebouw op een binnenterrein, en een poortgebouw aan de Cliostraat in Amsterdam-Zuid. Het wordt gerekend tot de stroming van het nieuwe bouwen en is een rijksmonument.
In 1927 werd de Vereniging voor Openluchtscholen voor het Gezonde Kind opgericht. In datzelfde jaar gaf de vereniging aan architect Jan Duiker de opdracht om een openluchtschool te ontwerpen. Het idee hierachter was dat frisse buitenlucht goed is voor de gezondheid van het kind. De Amsterdamse schoonheidscommissie vond het ontwerp van Duiker echter te veel uit de toon vallen met het Plan Zuid van Berlage en verwees het gebouw daarom naar een binnenterrein. In 1929 werd een bouwvergunning verleend, en in 1930 werd het hoofdgebouw opgeleverd. Het telde drie verdiepingen, met in totaal zeven overdekte lokalen en vijf openluchtlokalen. Duiker heeft het gebouw ontworpen met een betonskelet. Hierdoor konden de puien rank blijven, met grote strokenramen, die konden worden geopend om frisse lucht toe te laten.
Het poortgebouw werd in 1932 opgeleverd. Aan het eind van de jaren dertig werden de personeelsruimten op de begane grond uitgebreid. Ook werd het door Duiker ontworpen verwarmingssysteem in de plafonds van het schoolgebouw vervangen door radiatoren.
In 1955 werd het schoolgebouw verbouwd onder verantwoordelijkheid van Auke Komter, een oud-medewerker van Duiker. Het dak en de stalen puien werden onder andere vervangen, waarmee het ranke karakter van het ontwerp van Duiker werd aangetast. In 1993-1994 is het schoolgebouw gerestaureerd en zijn de oorspronkelijke kleuren - wit, zwart en lichtblauw (het zogenaamde Duiker-blauw) - opnieuw aangebracht. De stalen puien zijn echter niet teruggerestaureerd.
Op 12 november 2008 won de school in een door de AVRO georganiseerde wedstrijd een prijs van 1 miljoen euro voor een nieuwe restauratie. Van de stemmers bracht 42% hun stem uit op de Openluchtschool.